# Barrage de Puyvalador
Le barrage de Puyvalador est un barrage hydroélectrique français, de type poids en béton, situé sur la commune de Puyvalador dans le département des Pyrénées-Orientales, sur le fleuve Aude.

## Caractéristiques techniques
Il s'agit d'un barrage-poids de 160,84 m de long  pour 30,9 m de haut, qui a généré le lac de Puyvalador, sur le fleuve Aude, constituant une retenue d'eau de 9,9 millions de m3.

## Exploitation
L'installation est gérée par EDF pour une production hydroélectrique.

## Histoire
Sa construction commence en 1925. Le barrage est mis en service en 1932.

## Hydroélectricité
En raison de la sécheresse, le fleuve a un débit moins important, les turbines tournent moins vite et le barrage produit moins d'électricité qu'auparavant.